# Sauris elaica
Sauris elaica är en fjärilsart som beskrevs av Edward Meyrick 1886. Sauris elaica ingår i släktet Sauris och familjen mätare. Inga underarter finns listade.